# Corythalia pulchra
Corythalia pulchra är en spindelart som beskrevs av Alexander Petrunkevitch 1925. Corythalia pulchra ingår i släktet Corythalia och familjen hoppspindlar. Inga underarter finns listade i Catalogue of Life.